# Biocombustíveis e sustentabilidade
A relação entre os biocombustíveis e a sustentabilidade é alvo de uma série de discussões que suscitam opiniões divergentes desde que a produção dos biocombustíveis aumentou consideravelmente após a produção em larga escala de carros com a tecnologia flex. Se por um lado o álcool combustível é menos poluente que combustíveis fósseis, por outro lado sua produção tem grande impacto no meio ambiente.